# Langelands Provsti
Langelands Provsti var et provsti i Fyens Stift. Provstiet blev 1. juni 2011 lagt sammen med Ærø Provsti og danner nu Langeland-Ærø Provsti.
Provstiet lå indtil 2007 i de tidligere Rudkøbing, Sydlangeland og Tranekær Kommuner, der nu udgør Langeland Kommune.
Langelands Provsti bestod af 18 sogne med 20 kirker, fordelt på 8 pastorater.

## Pastorater
| Pastorater i Langelands Provsti        | Pastorater i Langelands Provsti      | Pastorater i Langelands Provsti       |
| -------------------------------------- | ------------------------------------ | ------------------------------------- |
| Hou-Stoense-Snøde Pastorat             | Humble Pastorat                      | Lindelse-Tryggelev-Fodslette Pastorat |
| Longelse-Fuglsbølle-Skrøbelev Pastorat | Magleby-Bagenkop Pastorat            | Rudkøbing-Simmerbølle Pastorat        |
| Strynø Pastorat                        | Tullebølle-Tranekær-Bøstrup Pastorat |                                       |

## Sogne
| Sogne i Langelands Provsti | Sogne i Langelands Provsti | Sogne i Langelands Provsti |
| -------------------------- | -------------------------- | -------------------------- |
| Bagenkop Sogn              | Bøstrup Sogn               | Fodslette Sogn             |
| Fuglsbølle Sogn            | Hou Sogn                   | Humble Sogn                |
| Lindelse Sogn              | Longelse Sogn              | Magleby Sogn               |
| Rudkøbing Sogn             | Simmerbølle Sogn           | Skrøbelev Sogn             |
| Snøde Sogn                 | Stoense Sogn               | Strynø Sogn                |
| Tranekær Sogn              | Tryggelev Sogn             | Tullebølle Sogn            |